# Margherita Orsini
Margherita Orsini (in greco Μαργαρίτα Ορσίνι?; ... – 1339) è stata una nobile latina.

## Biografia
Era l'unica figlia di Giovanni I Orsini, conte palatino di Cefalonia e Zante e di Maria Comneno Ducas, figlia del despota d'Epiro Niceforo I Comneno Ducas.
I suoi fratelli erano Nicola, Giovanni che governarono l'Epiro, Cefalonia e Zante e Guido, Gran Conestabile del Principato d'Acaia. Nel 1311 o precedentemente si sposò con Guglielmo di Tocco, nobile napoletano e governatore di Corfù. Alla morte di Giovanni, ricevette in eredità la metà dell'isola di Zante. Margherita e Guglielmo sarebbero i capostipiti della dinastia Tocco, i cui discendenti regnarono sul Despotato di Epiro, la Contea palatina di Cefalonia e Zante fino alla conquista da parte dell'Impero ottomano nel 1479. Margherita morì nel 1339.

## Discendenza
Dall'unione di Margherita e Guglielmo nacquero quattro figli:
- Leonardo (morto nel 1375/1377), divenne conte palatino di Cefalonia e Zante nel 1357, iniziando la linea dinastica dei Tocco, che regnò sulle Isole Ionie e sull'Epiro.
- Nicoletto (morto nel 1347/1354), che prese i voti da monaco.

- Lisulo o Ludovico (morto nel 1360), che divenne siniscalco di Roberto di Taranto nel 1354.
- Margherita, che si fece monaca a Napoli.

## Ascendenza[5]
|                             |                    |                               | Genitori                     |  |  | Nonni |  |  | Bisnonni        |  |  | Trisnonni         |  |
|                             |                    |                               |                              |  |  |       |  |  | Matteo I Orsini |  |  | Riccardo I Orsini |  |
|                             |                    |                               |                              |  |  |       |  |  | Matteo I Orsini |  |  | Riccardo I Orsini |  |
|                             |                    | …                             |                              |  |  |       |  |  | Matteo I Orsini |  |  |                   |  |
| Riccardo II Orsini          |                    |                               |                              |  |  |       |  |  | Matteo I Orsini |  |  |                   |  |
|                             |                    | Anna Angelo                   | Teodoro Angelo Ducas         |  |  |       |  |  |                 |  |  |                   |  |
|                             |                    | Anna Angelo                   | Teodoro Angelo Ducas         |  |  |       |  |  |                 |  |  |                   |  |
|                             |                    | Anna Angelo                   | Zoe Ducas                    |  |  |       |  |  |                 |  |  |                   |  |
| Giovanni I Orsini           |                    | Anna Angelo                   |                              |  |  |       |  |  |                 |  |  |                   |  |
|                             |                    | Guglielmo II di Villehardouin | Goffredo I di Villehardouin  |  |  |       |  |  |                 |  |  |                   |  |
|                             |                    | Guglielmo II di Villehardouin | Goffredo I di Villehardouin  |  |  |       |  |  |                 |  |  |                   |  |
|                             |                    | Guglielmo II di Villehardouin | Elisabetta                   |  |  |       |  |  |                 |  |  |                   |  |
| Margherita di Villehardouin |                    | Guglielmo II di Villehardouin |                              |  |  |       |  |  |                 |  |  |                   |  |
|                             |                    | Anna Comnena Ducaina          | …                            |  |  |       |  |  |                 |  |  |                   |  |
|                             |                    | Anna Comnena Ducaina          | …                            |  |  |       |  |  |                 |  |  |                   |  |
|                             |                    | Anna Comnena Ducaina          | …                            |  |  |       |  |  |                 |  |  |                   |  |
| Margherita Orsini           |                    | Anna Comnena Ducaina          |                              |  |  |       |  |  |                 |  |  |                   |  |
|                             | Michele II d'Epiro | Michele I d'Epiro             |                              |  |  |       |  |  |                 |  |  |                   |  |
|                             | Michele II d'Epiro | Michele I d'Epiro             |                              |  |  |       |  |  |                 |  |  |                   |  |
|                             | Michele II d'Epiro | …                             |                              |  |  |       |  |  |                 |  |  |                   |  |
| Niceforo I d'Epiro          | Michele II d'Epiro |                               |                              |  |  |       |  |  |                 |  |  |                   |  |
|                             |                    | Teodora di Arta               | Giovanni Petralife           |  |  |       |  |  |                 |  |  |                   |  |
|                             |                    | Teodora di Arta               | Giovanni Petralife           |  |  |       |  |  |                 |  |  |                   |  |
|                             |                    | Teodora di Arta               | Elena                        |  |  |       |  |  |                 |  |  |                   |  |
| Maria Comneno Ducas         |                    | Teodora di Arta               |                              |  |  |       |  |  |                 |  |  |                   |  |
|                             |                    | Giovanni Cantacuzeno          | …                            |  |  |       |  |  |                 |  |  |                   |  |
|                             |                    | Giovanni Cantacuzeno          | …                            |  |  |       |  |  |                 |  |  |                   |  |
|                             |                    | Giovanni Cantacuzeno          | …                            |  |  |       |  |  |                 |  |  |                   |  |
| Maria Lascaris              |                    | Giovanni Cantacuzeno          |                              |  |  |       |  |  |                 |  |  |                   |  |
|                             |                    | Irene Comneno Paleologa       | Andronico Paleologo          |  |  |       |  |  |                 |  |  |                   |  |
|                             |                    | Irene Comneno Paleologa       | Andronico Paleologo          |  |  |       |  |  |                 |  |  |                   |  |
|                             |                    | Irene Comneno Paleologa       | Teodora Angelina Paleologina |  |  |       |  |  |                 |  |  |                   |  |
|                             |                    | Irene Comneno Paleologa       |                              |  |  |       |  |  |                 |  |  |                   |  |